# Psałterz Gallikański
Psałterz Gallikański (łac. Psalterium Gallicanum) – łaciński przekład biblijnej Księgi Psalmów z końca IV wieku, włączony do Wulgaty i używany w Kościele katolickim do połowy XX wieku.

## Opis psałterza
Przekład powstał w Rzymie lub jego okolicy. Jego autorem był Hieronim ze Strydonu, który tłumaczył psalmy z greckiej Septuaginty. Ta wersja psałterza przyjęła się najpierw w Galii, co dało jej nazwę.
Później Hieronim stworzył przekład psalmów, wprost z języka hebrajskiego (Psalterium juxta Hebraeos, 391), a wcześniej (383–386) zaadaptował również psałterz Itali. W VIII wieku, pod wpływem Alkuina tekst psałterza gallikańskiego włączono do Wulgaty. Jedynie dla Psalmu 94 (w numeracji hebrajskiej 95), śpiewanego codziennie w wezwaniu na specjalną uroczystą melodię, zachowano starszy tekst. Z psałterza gallikańskiego pochodzą popularne łacińskie modlitwy, takie jak De profundis clamavi ad te Domine (Psalm 130). 

## Krytyka
Od początku XX wieku w Kościele katolickim narastała krytyka psałterza. Język łaciny ludowej, w którym powstał, był niezrozumiały dla czytelników wykształconych na łacinie klasycznej. Według opinii o. Stanisława Wójcika z 1947: 
dotychczasowa szata łacińska psałterza była bardzo nieudolna, odstręczająca. Mimo najlepszej woli, wprost niemożliwą rzeczą było wniknąć w ducha psalmów, zrozumieć treść, odczuć ich piękno.
Krytykowano również fakt, że psałterz tłumaczony z greckiego zawierał wiele błędów w porównaniu z hebrajskim oryginałem, m.in. w 27 miejscach zniekształcał myśl autora natchnionego. W 1943 ukazała się encyklika Piusa XII Divino afflante Spiritu; jednym z jej motywów była zachęta do badań nad językami oryginalnymi tekstów biblijnych. Już w styczniu 1940 papież zlecił profesorom Papieskiego Instytutu Biblijnego przygotowanie nowego psałterza łacińskiego. Nowy przekład, zwany Psalterium Pianum, ukazał się w marcu 1945.
Po Soborze Watykańskim II opublikowano Neowulgatę – rewizję tekstu Wulgaty, zawierającą również zmodyfikowany tekst psałterza.